# Carposina gigantella
Carposina gigantella is een vlinder uit de familie Carposinidae. De wetenschappelijke naam is voor het eerst geldig gepubliceerd in 1917 door Rebel.
De soort komt voor in Europa.